# Valne, Krokoms kommun
Valne är en by i Alsens socken, Krokoms kommun, Jämtland. Valne är beläget 6 km från Nälden.
Byn omnämns första gången på 1530-talet, då Bengt i Valne i Alznöö sockn omnämns i ett protokoll från Offerdals tingslag. På 1600-talet fanns endast två gårdar i Valne. I början av 1800-talet hade antalet gårdar ökat till åtta. Storskiftet genomfördes 1764 och laga skiftet 1825. Valne har under historien dominerats av jordbruket. Mellan 1910 och 1957 fanns ett mejeri i Valne som bland annat tillverkade ost av emmentalertyp.
Länsväg Z666 mellan Nälden och Mörsil går genom Valne. Fram till 1973 gick dåvarande Europaväg E75 genom Valne.